# Ictalurus punctatus
Ictalurus punctatus és l'espècie de siluriforme més nombrós a Amèrica del Nord. També és el tipus de peix gat més pescat, amb aproximadament 8 milions de pescadors als EUA. Es tracta d'una espècie popular per a fer-ne menjar, això ha permès un ràpid creixement de l'aqüicultura d'aquesta espècie als Estats Units.
I. punctatus es distribuïx arreu dels Estats Units i prospera en rius petits i grans, reservoris, llacs naturals i basses. És un peix omnívor.

## Morfologia
I. punctatus — en castellà pez gato punteado — és un peix que presenta simetria bilateral, cos cilíndric sense escames a la pell i coloració gris, negre o verd oliva, amb taques fosques i disperses al llarg del cos. De totes les aletes que presenta només les aletes dorsal i pectoral tenen espines dures, en les altres els rajos són tous. L'aleta dorsal és bifurcada i l'anal és corbada amb 24-29 rajos. La mandíbula superior sobresurt respecte la mandíbula inferior i té dues barbetes al maxil·lar superior i quatre al maxil·lar inferior.
Pel que fa a les diferències entre mascles i femelles, les femelles acostumen a tenir el cap més petit i una coloració del cos més clara. A més, entre adults i joves no s'observen grans diferències anatòmiques tret de la mida i que I. punctatus d'edat primerenca (larves) no té pigmentació ni dents.

## Àrea geogràfica
I. punctatus és natiu d'aigües dolces temperades del nord d'Amèrica, incloent el sud del Canadà i el nord de Mèxic. Tot i això s'ha introduït a diferents territoris com Europa, Rússia, República Txeca, Romania, Eslovàquia, Cuba, i part del centre i sud d'Amèrica. Mapa interessant de la seva distribució als EUA.
Pel que fa a Espanya, a la dècada de 1990 es va introduir de forma il·legal al riu Ebre i posteriorment al Guadiana, amb finalitats esportives de pesca com a presa d'altres espècies introduïdes. La seva capacitat depredadora fa que es converteixi en una amenaça per les espècies autòctones i que, des del 2013, estigui inclosa dins el catàleg espanyol d'espècies exòtiques invasores.

## Hàbitat i comportament
I. punctatus pot viure en aigua dolça, salobre i salada però generalment acostuma a viure en ambients d'aigua dolça. Es troba en rius i rierols d'aigua neta i ben oxigenada, però també pot viure en estanys i embassaments. La profunditat a la qual es troba varia, però durant la major part del dia es troba en forats profunds, sortints i altres llocs que ofereixin refugi. Les condicions òptimes del seu hàbitat serien: temperatura d'entre 10 °C -32 °C, pH entre 6,0-8,0 i entre 51º N- 27 ºN de latitud.
És un peix solitari excepte en l'aparellament i la protecció dels joves. Pel que fa al ritme circadiari és actiu durant la nit, temps que dedica a moure’s i trobar menjar. Durant el dia acostuma a tenir poca activitat i a trobar-se en aigües profundes.

## Alimentació
Es considera una espècie omnívora oportunista donat que es pot alimentar d'una gran varietat de material vegetal i animal. Principalment s'alimenta de petits peixos, crustacis (crancs, per exemple), cloïsses i cargols; També s'alimenten d'insectes aquàtics i petits mamífers.

## Aparellament i desenvolupament[calcitació]
I. punctatus és monògam. La relació entre el mascle i la femella s'estableix a principis d'any però no és fins l'estiu, després d'un llarg període de festeig, que es dona l'aparellament. L'aparellament té lloc quan el mascle neda al voltant de la femella en direcció oposada i les seves cues s'emboliquen al voltant del cap de l'altre. És llavors quan el cos del mascle tremola i la femella, estimulada, allibera els ous. Les femelles d'entre 0,5-1,8 kg produeixen una mitjana de 8800 ous/kg de pes corporal, mentre que els més grans en produeixen una mitjana de 6600 ous/kg. Els ous es dipositen en un niu construït per la femella o ambdós situat en depressions naturals o forats excavats en terrenys arenosos.
Quan els ous són fertilitzats pel mascle, aquest expulsa la femella del niu i amb les aletes manté l'aigua del voltant dels ous oxigenada. L'eclosió dels ous tindrà lloc al cap de 5-10 dies -en funció de la temperatura- i el mascle romandrà protegint dels depredadors i alimentant les larves fins que les cries siguin capaces de nedar i buscar aliment per si soles. La femella, des de la distància, també participa en aquest procés.
Els joves romanen junts en aigües poc profundes durant diversos dies o setmanes i s'alimenten de petits invertebrats fins que, aproximadament als 6 mesos, se’ls distingeix el sexe. La maduresa sexual s'aconsegueix al cap de 2-3 anys, quan es dona un nou aparellament.
L'esperança de vida d'I. punctatus és d'uns 14 anys -podent excedir aquest nombre- però en captivitat generalment es cullen al cap de 2 anys.

## Interès biomèdic
A part de l'interès humà per la producció aqüícola -representant més d'un 60% de la producció nacional als EUA-, I. punctatus te interès en els laboratoris immunològics, ja que és un dels peixos més entesos a nivell de les funcions immunològiques. Ictalurus punctatus és un bon model animal perquè:
- Hi ha gran quantitat d'informació de l'estructura i la funció de les seves immunoglobulines (Igs) i anticossos.[4][5]
- Estan ben definits els sistemes de cultiu in vitro que permeten estudis sobre la presentació d'antígens, es coneix la interacció cel·lular i se sap els efectes de la temperatura sobre la resposta immunitària.[6][7][8]
- Tanmateix, hi ha línies de leucòcits clonades amb el fenotip definit, anticossos monoclonals dirigits contra les molècules i marcadors de superfície, així com un gran nombre de molècules amb funció immunitària clonades.[9][10]

## Estat de conservació
Fins al moment, no s'ha establert risc de que l'espècie Ictalarus punctatus s'extingeixi. Tot i això, en els indrets on s'ha introduït representa una amenaça per les espècies natives.